# Gradac, Batočina
Gradac (izvirno srbsko Градац) je naselje v Srbiji, ki upravno spada pod Občino Batočina; slednja pa je del Šumadijskega upravnega okraja.

## Demografija
V naselju živi 211 polnoletnih prebivalcev, pri čemer je njihova povprečna starost 45,8 let (43,7 pri moških in 48,0 pri ženskah). Naselje ima 77 gospodinjstev, pri čemer je povprečno število članov na gospodinjstvo 3,18.
To naselje je popolnoma srbsko (glede na rezultate popisa iz leta 2002), a v času zadnjih treh popisov je opazno zmanjšanje števila prebivalcev.
|  |

| Demografija | Demografija     | Demografija     |
| Leto        | Št. prebivalcev | Št. prebivalcev |
| ----------- | --------------- | --------------- |
|             |                 |                 |
|             |                 |                 |
|             |                 |                 |
|             |                 |                 |
| 1948        | 354             |                 |
| 1953        | 349             |                 |
| 1961        | 351             |                 |
| 1971        | 333             |                 |
| 1981        | 340             |                 |
| 1991        | 273             | 272             |
| 2002        | 257             | 245             |
|             |                 |                 |

| Etnična sestava po popisu iz leta 2002 | Etnična sestava po popisu iz leta 2002 | Etnična sestava po popisu iz leta 2002 | Etnična sestava po popisu iz leta 2002 | Etnična sestava po popisu iz leta 2002 |
| -------------------------------------- | -------------------------------------- | -------------------------------------- | -------------------------------------- | -------------------------------------- |
| Srbi                                   | Srbi                                   |                                        | 245                                    | 100,0%                                 |
| Neznano                                | Neznano                                |                                        | 0                                      | 0,0%                                   |